# Niumendong
Die Niumendong-Stätte (chinesisch 牛门洞遗址, Pinyin Niúméndòng yízhǐ, englisch Niumendong site) ist ein über ein weites Gebiet verstreuter neolithischer bis bronzezeitlicher archäologischer Fundplatz im Kreis Huining der bezirksfreien Stadt Baiyin in der chinesischen Provinz Gansu. Er ist nach dem Dorf Niumendong der Großgemeinde Touzhaizi benannt.
1920 wurde zuerst Keramik mit farbigem Dekor (caitao) entdeckt, 1975 wurden alte Totengruben (muxue) ausgegraben.
Die entdeckten Kulturgegenstände aus einer Zeitspanne von über zweitausend Jahren entstammen der späten Yangshao-Kultur, dem Banshan-Machang-Typ der Majiayao-Kultur, der Qijia-Kultur und dem Xindian-Kultur-Typ.
Die Neolithische Stätte Niumendong (Niumengdong Xinshiqi yizhi) steht seit 1982 auf der Denkmalliste der Provinz Gansu.
Die Niumendong-Stätte (Niumendong yizhi) steht seit 2006 auf der Liste der Denkmäler der Volksrepublik China (6-203).